# ARP Instruments
ARP Instruments, Inc. era una delle prime compagnie produttrici di strumenti musicali elettronici, fondata da Alan Robert Pearlman. Famosa soprattutto per le sue linee di sintetizzatori che emersero nei primi anni settanta, la ARP chiuse i battenti nel 1981 per problemi finanziari.

## Storia

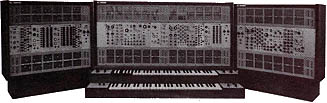
Un sintetizzatore ARP 2500

Alan Pearlman era uno studente di ingegneria al Worcester Polytechnic Institute, Massachusetts nel 1948 quando previde il futuro successo della musica elettronica e dei sintetizzatori.
Dopo ventuno anni di esperienza in ingegneria elettronica ed imprenditoria, Pearlman fondò nel 1969 la ARP Instruments con 100,000 dollari di fondi personali e una cifra uguale proveniente da investitori.
Per tutti gli anni settanta, la ARP fu la principale avversaria della Moog Music nella produzione di strumenti musicali elettronici. I due principali sintetizzatori che rivaleggiavano fra loro al tempo erano il Minimoog e l'ARP Odyssey/ARP 2600, e i musicisti sceglievano fra i due principalmente in base agli effetti specifici che ognuno poteva offrire.
Il declino degli strumenti ARP avvenne dopo che la compagnia decise di investire molto denaro sullo sviluppo dell'ARP Avatar, un sintetizzatore vagamente somigliante all'Odyssey, ma equipaggiato con un pick-up di chitarra ed un convertitore frequenza-tensione. Nonostante fosse un ottimo strumento sotto tutti i punti di vista, l'Avatar fallì nelle vendite. L'ARP non riuscì da allora a coprire i costi di sviluppo e ricerca, e finì in breve tempo in bancarotta.

## Elenco di artisti che utilizzano strumenti ARP
- Patrizio Fariselli degli Area
- Tony Banks dei Genesis
- Brian Eno
- Florian Schneider dei Kraftwerk

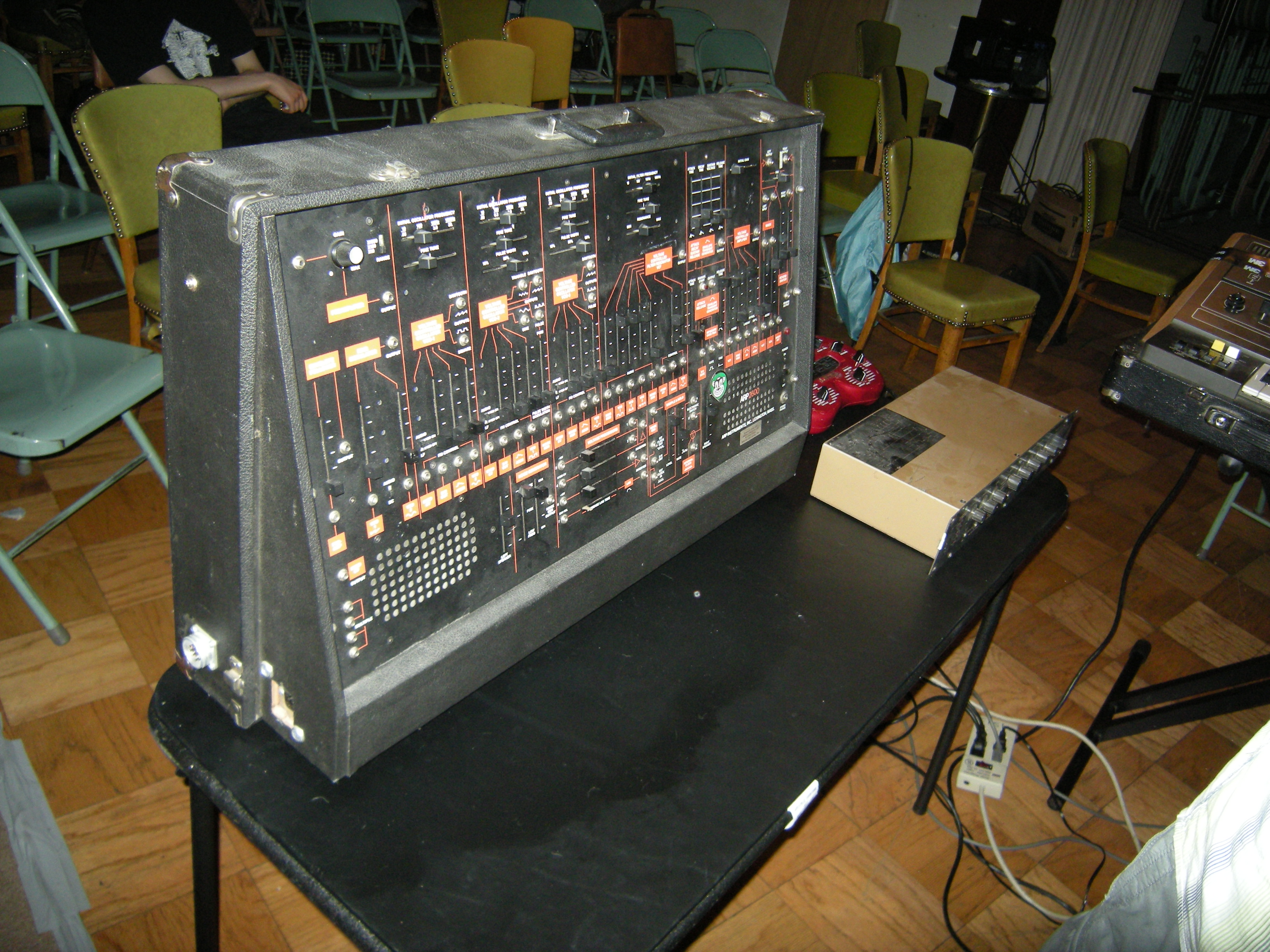
Il sintetizzatore ARP 2600 di proprietà di Steve Fisk

- Linda McCartney, moglie di Paul McCartney e membro degli Wings, band che usò l'ARP Pro-DGX negli anni ottanta
- Joe Walsh
- Christine McVie
- Rick van der Linden degli Ekseption
- Conny Plank
- Robert Görl dei DAF
- Rick Wright dei Pink Floyd
- Dennis DeYoung degli Styx
- Bernhard Lloyd degli Alphaville
- Pete Townshend dei The Who
- Stevie Wonder
- Herbie Hancock
- David Bowie
- Devo
- Depeche Mode soprattutto l'ARP 2600
- Equipe 84 nel brano Il sapone, la pistola, la chitarra e altre meraviglie del 1970
- George Duke
- Tom Coster
- Chick Corea
- Dave Formula dei Magazine
- John Foxx
- Steve Hillage
- Kerry Livgren e Steve Walsh dei Kansas
- Edgar Winter
- Billy Currie degli Ultravox
- Gary Numan
- Jean-Michel Jarre
- Joe Zawinul degli Weather Report (che usò due ARP 2600)
- Danny Wolfers
- 4hero
- Trent Reznor dei Nine Inch Nails
- D.S. Poe dei MorissonPoe
- Jean-Luc Ponty
- Patrick Moraz degli Yes
- Steven Spielberg usò l'ARP 2500 in Close Encounters of the Third Kind
- Alec Empire
- Richard David James a.k.a. Aphex Twin
- Klaus Schulze
- OB LLIE/Willie Obst
- David Morley
- Viacom
- Bodies Without Organs
- Éliane Radigue
- Frank Zappa
- The Grateful Dead
- Isaac Hayes
- Oscar Peterson
- Elton John
- Captain & Tennille
- Chris Dennis e Beppe Carletti dei Nomadi
- New Order

## Prodotti ARP
- 1970 – ARP 2500
- 1970 – ARP Soloist
- 1971 – ARP 2600
- 1972 – ARP Odyssey
- 1972 – ARP Pro Soloist
- 1974 – ARP String Ensemble
- 1974 – ARP Explorer
- 1975 – ARP Little Brother
- 1975 – ARP String Synthesizer
- 1975 – ARP Omni
- 1975 – ARP Axxe
- 1977 – ARP Pro DGX
- 1977 – ARP Omni 2
- 1977 – ARP Avatar
- 1978 – ARP Quadra
- 1979 – ARP Sequencer
- 1979 – ARP Quartet
- 1979 – ARP Piano 4
- 1979 – ARP Piano 16
- 1980 – ARP Solus
- 1981 – ARP Chroma